# Valentian
Valentian, auch Valentinian, (* um 480; † 7. Januar 548 in Chur) war Bischof von Chur.

## Leben
Valentian wurde am 12. Januar 548 in der Krypta der St.-Luzi-Kirche zu Chur bestattet. Sein Neffe Paulinius, vermutlich sein Nachfolger im Bischofsamt, hatte über seinem Grabe eine Grabplatte mit dem Hinweis auf seine „Mildtätigkeit gegenüber Flüchtlingen, Bedürftigen und Gefangenen“ auflegen lassen. Er soll das von Lucius von Chur gegründete Oratorium zu einem Kloster erweitert haben.
Valentian wird im Bistum Chur als Heiliger verehrt (9. September).